# Jim Jones (pasteur)
Pour les articles homonymes, voir Jim Jones et Jones.
James Warren Jones dit Jim Jones, né le 13 mai 1931 à Crete (en) dans l'Indiana (États-Unis) et mort le 18 novembre 1978 à Jonestown au Guyana, est le fondateur et gourou du groupe religieux d'inspiration protestante dit « Temple du Peuple », dont il a fait le siège d'une lutte pour l'égalité raciale et la justice sociale qu'il appela « socialisme apostolique » et dont la communauté, établie au Guyana, était un projet agricole communiste avant d'être le lieu d'un massacre et d'un suicide collectif orchestré par le Temple du Peuple.
Jim Jones est à l'origine d'une des dérives religieuses les plus connues de l'Histoire, ayant provoqué un traumatisme à l'échelle mondiale. Sa communauté connut une fin tragique le 18 novembre 1978 à Jonestown, où 909 personnes périrent par ingestion de cyanure de potassium ou assassinat.

## Biographie

### Avant le Temple du Peuple

#### Enfance religieuse
Jim Jones, de son vrai nom James Warren Jones est fils de James Thurman Jones et Lynetta Putnam, naît le 13 mai 1931 dans l'Indiana. Il grandit dans un milieu très pauvre de l'Indiana rural. Fils unique, il est presque exclusivement élevé par sa mère, ouvrière syndicaliste et ambitieuse qui veut en faire un grand homme d'affaires. Il se dit descendant du peuple de premières nations Cherokees par sa mère.
Jim Jones reste seul à la maison toute la journée alors qu'il sait à peine marcher, sa mère ne pouvant pas le faire garder pendant ses longues journées de travail à l'usine. Une voisine, Myrtle Kennedy, le prend sous son aile. Elle lui fait le catéchisme et l'emmène à l'école du dimanche et aux cultes protestants. Très bon élève à l'école, Jim Jones cherche de lui-même des églises qui pourraient lui correspondre, testant différents temples de la ville de Lynn. À l'âge de dix ans, il rejoint le Gospel Tabernacle, église pentecostale du mouvement charismatique. La pasteure le remarque immédiatement et l'emmène évangéliser les habitants de toute la région. L'enfant prêche lui-même auprès de cette église jusqu'à ce que sa mère lui interdise d'aller au Gospel Tabernacle quand il commence à faire des cauchemars en rapport avec le péché originel. Il est possible que cette expérience soit faussée : venant des témoignages de Lynetta et Jim Jones, elle présente plusieurs incohérences. En particulier, il semblerait qu'à cette époque, le pasteur de cette église ait été un homme, M. Stump, et non une femme. Il est cependant certain que Jim Jones a visité l'établissement régulièrement et prêché dans cette congrégation.
En début d'adolescence, Jones continue à prêcher aux autres enfants de son âge, pendant des sermons d'une à deux heures où il mêle questions religieuses, leçons de vie et lecture de manuels d'école. À 15 ans il évangélise des inconnus dans la rue, mais rencontre peu de succès, entre autres à cause de la mauvaise réputation de sa mère syndicaliste et de son père alcoolique. D’autres  sources postérieures affirment que le père de Jim Jones ne buvait pas d'alcool, contrairement aux allégations de sa femme, mais était touché par un traumatisme de guerre violent qui pouvait lui donner des comportements erratiques.
Jim Jones prend alors l'habitude de voyager vers Richmond en autostop pour tenter sa chance dans la ville. Il travaille à temps partiel à l'administration d'un hôpital et évangélise les habitants dans la rue le reste du temps. La ville est composée d'environ 20 % de Noirs, alors qu'à Lynn, la population était très majoritairement blanche : il commence à mélanger des notions de justice sociale à ses sermons de rue. Au travail, il « oublie » régulièrement de faire payer les soins aux patients les plus pauvres, avec la complicité de l'infirmière en chef. À l'été 1948, un an avant qu'il finisse le lycée, sa mère divorce et déménage avec lui à Richmond,.

#### Remise en question religieuse
Quand Jim Jones arrive à l'âge adulte, il se prend d'intérêt pour l'administration de l'hôpital, dont il voudrait devenir le directeur. À 19 ans, il épouse Marceline Baldwin, une infirmière qui est sa compagne pour le reste de leur vie. Le couple rencontre des difficultés importantes dans ses premières années de mariage : Jim Jones, jusque-là très croyant, abandonne soudain toutes ses convictions religieuses et s'intéresse au communisme. Il veut interdire à sa femme de prier, affirmant : « Ma femme ne s'agenouillera pas devant un Dieu imaginaire. » Face à ce brusque changement d'attitude, Marceline va jusqu'à se demander si elle devrait demander le divorce, avant de se raviser par peur des implications sociales que l'acte entraînerait. En 1950, Jim Jones découvre l'Église méthodiste, qui est plus socialement ouverte que les autres courants protestants de la région, et le couple Jones reprend des forces.
En 1951, Jones est brièvement affilié au Communist Party USA. Cette même année, il décide d'étudier le droit et déménage pour ce faire à Indianapolis. Marceline le suit rapidement.
En avril 1952, il change d'avis : il veut finalement devenir pasteur. En juin 1952, Jones commence un stage de pasteur étudiant à Somerset Methodist Church, qui se situe dans un quartier blanc défavorisé d'Indianapolis,,. Plus tard, au cours d'une interview, il affirme avoir voulu infiltrer l'Église afin de prouver son marxisme.
En mars 1953, Jim Jones recueille 20 000 $ pour installer un centre de loisirs pour enfants sans distinction de couleur ni de religion à Richmond. Il se convertit également du méthodisme au pentecôtisme : le côté spectaculaire l'attire plus, ainsi que les actes de guérisons miraculeuses. De plus, ce courant est historiquement plus populaire et plus ouvert à l'intégration raciale. Jones s'en inspire pour modifier ses sermons et faire lui-même des guérisons de ce genre. Plusieurs décennies plus tard, Edith Parks, une de ses premières fidèles, témoigne : « J'avais un cancer qui avait métastasé et le médecin m'a dit qu'il ne me restait que quelques mois à vivre. Mais je devenais de plus en plus forte ».
En 1954, une petite fille vient le voir à la fin d'un de ses cultes et lui dit : « I love you » (« Je t'aime »). Il décide d'adopter l'enfant, que sa mère ne peut pas élever correctement, et cette dernière accepte l'adoption. Agnes Jones rejoint la famille Jones. Elle est la première des six enfants du couple Jones, dont cinq adoptés,.

### Avec le Temple du Peuple

#### Débuts et prospérité
En 1964, Jim Jones est ordonné pasteur d'une congrégation protestante importante, « les disciples du Christ », une Église qui traite les Noirs avec le même respect que les Blancs. Il commence alors à s'engager dans une lutte pour l'égalité raciale et la justice sociale sur l'exemple de l'International Peace Mission de Father Divine. Dès le début des années 1960, il adopte des enfants de différentes couleurs de peau qu'il appelle sa « rainbow family » (famille arc-en-ciel). Bien que les adeptes de son Église n'en soient pas toujours conscients et que ses sermons ne soient pas toujours explicites sur le sujet, Jones se dit maoïste et s'identifie à Karl Marx au point de vouloir créer sa propre « forme de marxisme », qu'il appelle finalement « socialisme apostolique ». Il est cependant considéré plus comme un fondamentaliste protestant que comme un marxiste, avant d'être un des premiers personnages de l'histoire religieuse contemporaine à être qualifié de gourou dans le sens donné ensuite par les organismes de lutte antisectes.
Dès la fin de ses études, il songe à fonder sa propre Église qu'il appelle tout d'abord « Les ailes de la délivrance » avant de la baptiser « Temple du Peuple ». Le premier siège de son Église fut établi à Indianapolis.
Il déménage son Église à Redwood Valley, en Californie, lieu que Jim Jones disait être un des rares qui pourrait résister à un holocauste nucléaire.
Son premier livre, La lettre tue (de « la lettre tue mais l'esprit vivifie » de l'apôtre Paul, tiré de la Bible) souligne ce qu'il considère être des contradictions, des absurdités et des atrocités dans la Bible, tout en parlant également de ce qu'il analyse comme étant de « grandes vérités ».

#### La chute

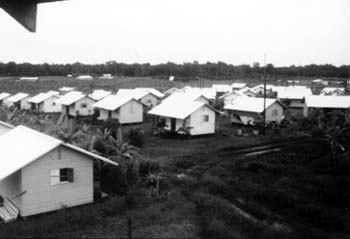
Une vue des bâtiments de la communauté à Jonestown.

Cette phase politico-religieuse lui attire des sympathies de diverses personnalités à l'époque, qui modifient le comportement de Jones, à mesure qu'il prend conscience de son propre charisme. Il se fait alors appeler « Père » par les membres de son Église. Il commence à cette époque à affirmer qu'il est l'incarnation de Jésus, d'Akhenaton, de Bouddha ou de Lénine et il accomplit de prétendus miracles pour attirer de nouveaux disciples. À cette époque, Jim Jones est encore très respecté, y compris par des personnalités politiques et artistiques de premier plan (dont Rosalynn Carter, épouse du Président des États-Unis de l'époque), en partie à cause de cette Église d'exception qu'il a fondée, composée de Noirs et de Blancs et soutenant les nécessiteux, mais surtout pour le soutien dans leur carrière politique qu'il leur apporte en retour.
C'est à l'été de 1977, alors que la communauté vient de subir un contrôle fiscal, que Jones et les 1 000 membres du Temple du Peuple déménagent au Guyana près de Port Kaituma. Le but déclaré est de créer une communauté agricole utopique au milieu de la jungle, dépourvue de racisme et fondée sur les principes du socialisme. Il baptise le village de son propre nom : « Jonestown ». L'autorité de Jones aurait commencé à diminuer à cette époque, entre autres raisons à cause de sa dépendance à la drogue.

#### Le massacre de Jonestown

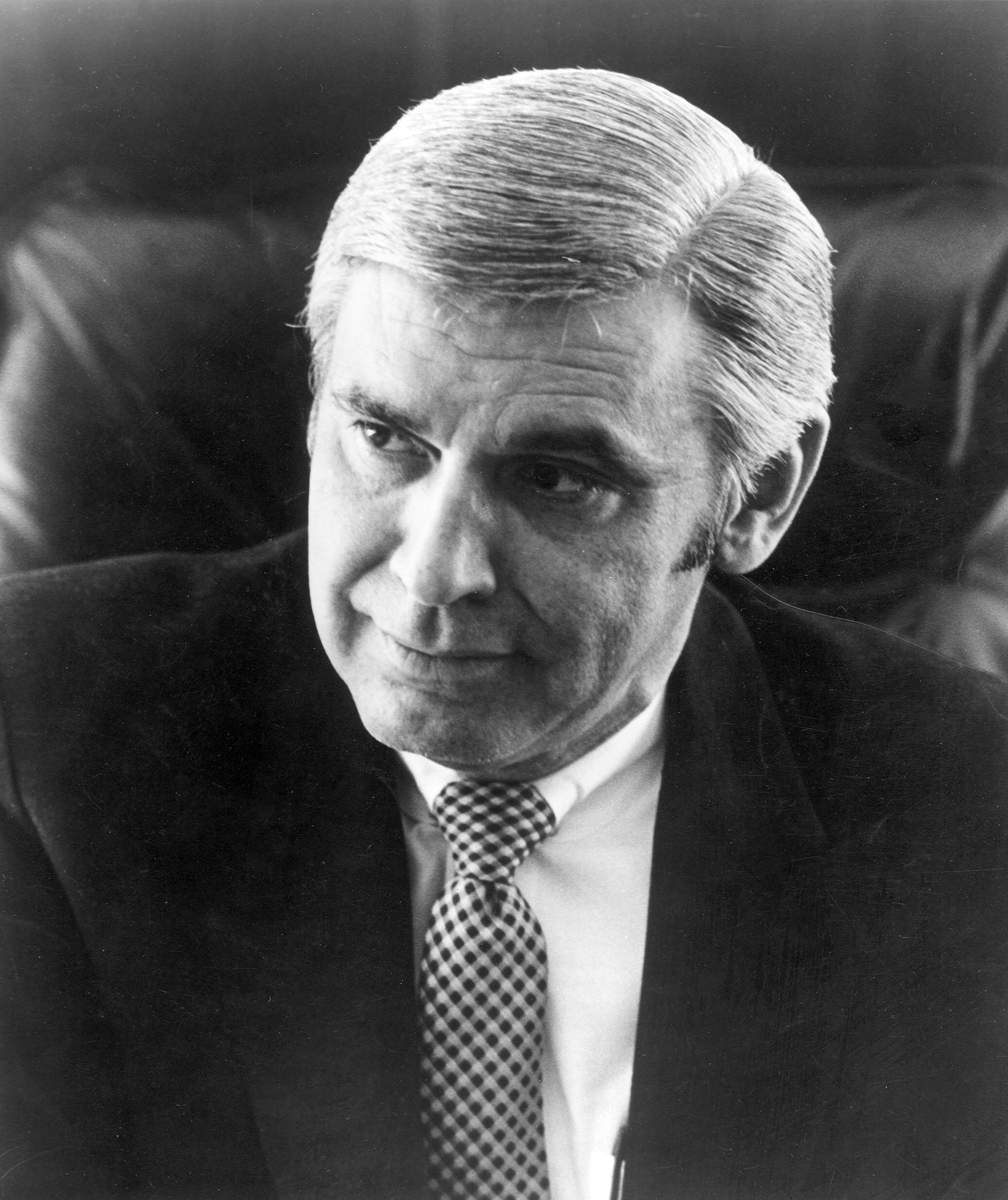
Leo Ryan.

En novembre 1978 le représentant Leo Ryan est envoyé pour mener une enquête dans la communauté à la suite de plaintes déposées par des proches de membres du Temple du Peuple, concernant des conditions de vie enfreignant potentiellement les Droits de l'homme et en particulier à cause du fait que le village serait géré comme un camp disciplinaire. Le 15 novembre 1978 il arrive sur les lieux accompagné de reporters de NBC et du Time et d'un cadreur. Il passe alors trois jours à interviewer les résidents, essentiellement des Noirs issus du ghetto de San Francisco. Certains membres de la communauté expriment le souhait de ne plus rester et forment alors ce qui fut appelé « le groupe de Ryan ».
Le matin du samedi 18 novembre, tandis que le groupe de Ryan quitte les lieux, un homme de la communauté agresse Leo Ryan avec un couteau. Le groupe de Ryan, composé de quinze membres de la communauté ayant demandé à l'accompagner, monte alors dans le camion qui doit le mener à l'avion. Tandis qu'ils s'éloignent, un homme court vers le camion en disant que lui aussi veut partir. Lorsque les autres personnes de la communauté déjà dans le camion le voient approcher, elles jettent des regards d'effroi. Une fois tout le monde à bord de l'avion, une fumée apparaît au loin. C'est un tracteur, avec à son bord des hommes équipés d'armes. Leo Ryan, en les voyant arriver, sort de l'avion afin de négocier avec eux. C'est alors qu'un coup de feu est tiré dans l'avion : l'homme qui s'est joint au groupe du camion en dernier attaque les personnes désireuses de quitter la communauté. Sur la piste, les hommes armés tuent Leo Ryan et cinq autres personnes (le caméraman, le reporter de NBC, un photographe et un des membres de la communauté souhaitant partir), avant de tirer dans les pneus de l'avion et de retourner au village.
Plus tard, dans la même journée, 908 habitants de la communauté, dont plus de 300 enfants, meurent dans ce qui fut appelé « un suicide collectif ». Quatre autres corps, ceux d'une mère et de ses trois enfants, ont également été retrouvés à la maison du Temple du Peuple à Lamaha Gardens à Georgetown. En raison de l'état de décomposition avancé des corps quand ils ont finalement été récupérés, de l'impossibilité d'identifier certains d'entre eux, et du fait que les familles, par pauvreté ou par honte, ne sont pas venues les réclamer, 408 d'entre eux furent enterrés dans une fosse commune au cimetière d'Evergreen à Oakland.
Cependant, une part de mystère subsiste à ce jour quant à la thèse du suicide collectif et à son déroulement, en particulier parce que toutes les personnes ne sont pas mortes volontairement (plusieurs ont été abattues par des armes à feu ou des flèches). La majeure partie des membres a cependant ingurgité un mélange mortel de jus de raisin mélangé à du cyanure et des somnifères. On aurait injecté du poison aux enfants en premier. Selon certaines sources, le suicide collectif aurait même été préparé de longue date au cours de simulations appelées « nuits blanches » (jusqu'à 100, selon les sources). Jones est retrouvé mort assis sur une chaise, une balle dans la tête, le pistolet à quelques pas de lui sans qu'il ait pu être déterminé s'il s'agissait d'un meurtre ou d'un suicide. Selon les sources, 167 membres de la communauté ont survécu à cet épisode, 87 si on ne compte que ceux qui étaient présents le jour du massacre.
Ces divers assassinats mêlés à la thèse du suicide collectif et aux manquements des services médicaux ont suscité diverses thèses parallèles pour expliquer l'affaire. L'une d'entre elles prétend, par exemple, que la CIA (voir Projet MK-Ultra), avec plus ou moins la complicité de Jim Jones, se serait servie de la communauté de Jonestown pour faire des expérimentations médicales secrètes,[réf. à confirmer][réf. incomplète].
Il n'existe aucune image de l'événement, mais le FBI produisit un enregistrement de 45 minutes appelé « Death Tape », qui rapporterait ce qui s'est passé pendant la tuerie, en particulier le dernier discours de Jim Jones. On l'entend dire : « ne soyez pas effrayés de mourir […], la mort est une amie ».

#### «Death Tape»
Sur cette bande audio, longue de 44 minutes, titrée "Q 042" par le FBI, Jones dit aux membres de sa communauté que l'Union soviétique, avec laquelle il avait préalablement négocié un exil, ne les accueillerait plus à cause de l'assassinat de Ryan. La perspective était de voir des hommes « parachutés » et « tuer [les] enfants innocents » ou « torturer les membres de la communauté les plus âgés ». Dans ces conditions, Jones et d'autres membres de la communauté déclarèrent qu'ils devaient commettre un « suicide révolutionnaire » en buvant un breuvage au cyanure mêlé à des somnifères. Christine Miller, une adepte de la communauté, exprime son désaccord au début de la bande, certains membres comme Jim Mc Elvane lui répondent : « C’est fini, sœur, c’est fini…. Faisons ce jour…. Nous avons une belle journée, et faisons en sorte que ce soit une superbe journée…. » D'autres membres se mettent à pleurer, les cris et pleurs d'enfants se font entendre. Jones leur déclare : « Arrêtez cette hystérie, ce n'est pas ainsi que meurent les socialistes et les communistes. Nous devons mourir avec dignité ». Jones dit alors : « N'ayez pas peur de mourir, la mort est juste le passage vers un autre plan, la mort est une amie ». Maria Katsaris, adepte proche de Jones lance à la foule : « Il n’y a pas à s’inquiéter à ce sujet, ainsi tout le monde garde son calme et essaie de garder les enfants calmes. Et les enfants les plus grands peuvent donner un peu d’amour aux plus jeunes enfants et les rassurer. Il n’y a pas à pleurer du mal. C’est juste un goût un petit peu amer, il n’y a pas à crier. »
À la fin de la bande, Jones conclut : « Nous ne commettons pas un suicide. Nous commettons un acte de suicide révolutionnaire protestant contre les conditions d’un monde inhumain »,

#### Les instructions du 16 octobre 1978
Jim Jones diffusait des instructions quotidiennes par haut-parleur à la communauté ou par écrit. Dans les instructions qui ont été retrouvées du lundi 16 octobre 1978, soit un mois avant le massacre, Jim Jones a diffusé un document écrit dont plusieurs passages concernant le suicide sont soulignés.
« Toute personne qui aurait le désir de se suicider doit donner son nom à la salle de radio parce qu'un tel acte serait une chose grave et dangereuse pour vous-même […] N'oubliez pas que lorsque vous tentez de vous suicider, quand vous voulez endommager votre corps, celui-là même qui pourrait nous permettre de lutter contre notre ennemi commun [les capitalistes], vous utilisez l'énergie de Jim Jones alors qu'elle pourrait être utilisée contre l'ennemi […] Le suicide est stupide et un gaspillage de votre potentiel. Pensez à ce que vous pourriez accomplir si au lieu de retourner cette violence contre vous, vous la dirigiez vers l'ennemi […] si vous vous sentez suicidaire, écrivez-moi, peut-être pourrais-je retirer vos tensions. »
Ces propos en contradiction totale avec ceux du 18 novembre et le suicide collectif qui en a résulté ont été analysés de différentes manières. La thèse la plus partagée est qu'à cette époque Jones souhaitait encore que tous les membres de la communauté restent en vie pour « lutter contre l'ennemi », même si la mention, dans une autre instruction, que les personnes suicidaires pourraient « recevoir un tranquillisant pour les aider » a parfois été interprétée comme un message ambigu, prémonitoire du mélange de tranquillisants et de cyanure qui allait être absorbé le mois suivant.

#### Mort
Jim Jones se suicide a priori le 18 novembre 1978 avec une arme à feu. Il est possible qu'il ait demandé à ce qu'on le tue par arme à feu, la thèse du suicide étant remise en question.

#### Ouvrages sur le temple du peuple
- Jacques Gutwirth, « Le suicide-massacre de Guyana et son contexte », Archives de sciences sociales des religions, vol. 42, no 2,‎ 1979, p. 167-187 (DOI 10.3406/assr.1979.2181, lire en ligne [PDF]).
- (en) Tim Reiterman, Raven : The Untold Story of the Rev. Jim Jones and His People, New York, Dutton, 1982, 688 p. (ISBN 978-1-58542-678-2).
- (en) John R. Hall, Gone from the Promised Land, 1987.
- (en) Jeff Gunn, The Road to Jonestown, Simon & Schuster, 2006, 531 p.
- (en) Salvation and Suicide: Jim Jones, the Peoples Temple, and Jonestown par David Chidester, University of Indiana Press, 1988.
- Georges Moréas (conseiller technique) et Bill Waddell (conseiller technique), Dossier meurtre. Enquête sur les grands crimes de notre temps, vol. 39 : Les prêtres de la mort. Le révérend Jim Jones, Adolfo Constanzo : deux ministres d'un culte qui mêlait sexe, « suicide révolutionnaire » et assassinat, Paris, ALP, 1991, 30 p.
- (en) Hearing the voices of Jonestown, Mary McCormick Maaga, 1998
- (en) Dear people: remembering Jonestown : selections from the Peoples Temple Collection, Denice Stephenson, 2005
- (en) Recorded: The Jonestown Tapes, Koch, Kindle Direct Publishing, 2014 - Rakuten Kobo, 2019
- (es) Jim Jones. Prodigios y milagros de un predicador apocalíptico, Servando Rocha, 2011.
- Roman : Dans le prologue de son roman Avant le gel, de la série des Wallander, Henning Mankell place l'un de ses personnages dans la communauté de Jim Jones et relate les événements du 18 novembre 1978. Ce personnage parvient à s'échapper après avoir assisté au meurtre de sa famille. Dans sa version romancée, l'auteur ne mentionne pas la venue de NBC et ne laisse aucun autre survivant au massacre.
- Roman : Dans Pi-polaire, Thomas Bizien transpose l'histoire du "Temple du peuple" dans le contexte de l'élection présidentielle française de 2022.

#### Témoignages de survivants et de proches
- Brailey, Jeffrey. The Ghosts of November: Memoirs of an Outsider Who Witnessed the Carnage at Jonestown, Guyana. San Antonio, Tex.: J & J Publishers, 1998.
- Feinsod, Ethan. Awake in a Nightmare. Jonestown: The Only Eyewitness Account. New York: W. W. Norton, 1981.
- Kahalas, Laurie Efrein. Snake Dance: Unravelling the Mysteries of Jonestown. New York: Red Robin Press, 1998.
- Kern, Phil and Doug Wead. People's Temple, People's Tomb. Plainfield, N.J.: Logos International, 1979.
- Klineman, George and Sherman Butler, and David Conn. The Cult that Died: The Tragedy of Jim Jones and the People's Temple. New York: G. P. Putnam's Sons, 1980.
- Kohl, Laura Johnston. Jonestown Survivor: An Insider's Look. New York: IUniverse, 2010.
- Krause, Charles, with Laurence M. Stern, Richard Harwood and the staff of the Washington Post. Guyana Massacre: The Eyewitness Account. New York: Berkley Publishing, 1978.
- Lane, Mark. The Strongest Poison. New York: Hawthorn Books, 1980.
- Layton, Deborah. Seductive Poison: A Jonestown Survivor's Story of Life and Death in the Peoples Temple. New York: Anchor Books, 1998.
- Mills, Jeannie. Six Years with God: Life Inside Rev. Jim Jones's Peoples Temple. New York: A&W Publishers, 1979.
- Moore, Rebecca. In Defense of Peoples Temple. Lewiston, N.Y.: The Edwin Mellen Press, 1988.*
- Moore, RebeccaThe Jonestown Letters: Correspondence of the Moore Family 1970-1985. Lewiston, N.Y.: The Edwin Mellen Press, 1986.
- Thielmann, Bonnie, with Dean Merrill. The Broken God. Elgin, Ill.: David C. Cook Publishing Co., 1979.
- Thrash, Catherine (Hyacinth), as told to Marian K. Towne. The Onliest One Alive: Surviving Jonestown, Guyana. Indianapolis: Marian K. Towne, 1995.
- Wagner-Wilson, Leslie. Slavery of Faith. New York: IUniverse, 2009.
- Wooden, Kenneth. The Children of Jonestown. New York: McGraw-Hill, 1981.
- Wright, Lawrence. The Sons of Jim Jones. The New Yorker 69, no. 39 (22 novembre 1993): 66-89.
- Yee, Min S. and Thomas N. Layton. In My Father's House. New York: Holt, Rinehart and Winston, 1981
- Erika Ngana in 'jones and his hell 1990.

### Filmographie
- Guyana, la secte de l'enfer (1979) avec Stuart Whitman .
- Guyana Tragedy: The Story of Jim Jones (1980) : avec Powers Boothe (a remporté le Emmy Award du meilleur acteur dans une série limitée)
- Jonestown - The Life & Death of Peoples Temple de Stanley Nelson (2006)
- The Sacrament de Ti West (2013). La même année sort le court métrage : "JONESTOWN" de David B. Berget, également inspiré des 24 dernières heures de la secte.
- Evan Peters l'interprète dans la saison 7 d'American Horror Story
- Le drame est raconté dans un épisode de La Minute de Vérité.
- Leonardo DiCaprio est annoncé dans le rôle du gourou dans un futur biopic[57],[58]

### Musique
La chanson Guyana (Cult Of The Damned) [voir sur YouTube] du groupe Manowar évoque la tragédie.

### Jim Jones dans la fiction
Le premier chapitre du roman policier Avant le gel, de Henning Mankell, paru en 2002, se déroule durant le suicide collectif du 18 novembre 1978, et la personne du pasteur Jones est évoquée  à plusieurs reprises par un des personnages durant le cours du roman.